# ایجی تاکیگاوا
ایجی تاکیگاوا (انگلیسی: Eiji Takigawa؛ زادهٔ ۲۴ مارس ۱۹۷۹) بازیگر، Model، خوانندگی اهل ژاپن است.